# フィリップ・オブ・コニャック
フィリップ・オブ・コニャック（英: Philip of Cognac、仏: Philippe de Cognac、1180年頃 ‐ 1230年頃）は、イングランド王リチャード1世の庶子。母親は不明。

## 概要
彼の人生についてはあまり多くのことは分かっていない。1180年頃に生まれ、1190年代末に成人を迎えたとされている。父リチャード1世は、彼をフランスのイティエ5世・ド・コニャックの娘で相続人のアメリ・ド・ジャルナックもしくはコニャック（仏: Amélie de Cognac / Amélie de Jarnac、英: Amelia of Cognac）と結婚させた。コニャック城を与えられたことからフィリップ・ド・コニャックと呼ばれるようになる。詳細な没年は不明。13世紀の早い時期に亡くなったとみられる。